# Faculté des sciences Aïn-Chock
La faculté des sciences Aïn-Chock, ou faculté des sciences de Casablanca ou FSAC, est une faculté située dans le campus Casablanca Route d'EL Jadida. Elle dépend de l'université Hassan II de Casablanca.

## Départements
La FSAC est organisée selon les disciplines en cinq départements :
| Départements                 |
| ---------------------------- |
| Physique                     |
| Chimie                       |
| Biologie                     |
| Géologie                     |
| Mathématiques & Informatique |